# Mariachi
 Mariachi  er underholdningsmusik fra Mexico, der bruges især ved fester. Den er præget af hurtigt tempo, violiner og trompet og rytmen laves af guitar og den specielle mexikanske basguitar.